# Almanza
Almanza – gmina w Hiszpanii, w prowincji León, w Kastylii i León, o powierzchni 141,99 km². W 2011 roku gmina liczyła 623 mieszkańców.